# Колабораціоністська китайська армія

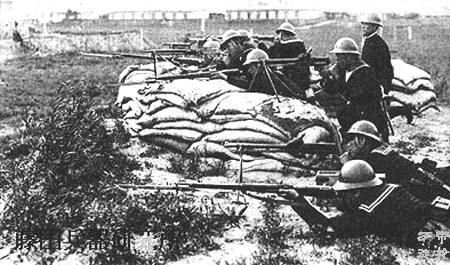
Колабораціоністська китайська армія під час навчання. 1930-ті роки

Колабораціоністська китайська армія (кит.: 伪军) під час Японо-китайської війни існувала під різними іменами в залежності від маріонеткового режиму, встановленого японцями.
Після Маньчжурського інциденту та окупації Маньчжурії японці почали формувати Імператорську армію Маньчжоу-го, в Менцзяні також утворилася колабораціоністська армія, в окупованому Східному Хебеї свій мілітаризований підрозділ.
З початком безпосереднього вторгнення 1937 року японці в кожному регіоні формували колабораціоністські підрозділи, що носили різні імена, наприклад, «Допоміжна армія Японської імператорської армії», «Миротворчий корпус», «Поліцейські гарнізони», тощо. Згодом всі колабораціоністські підрозділи були зведені в дивізії, корпуси та армії.
Чисельність армії постійно росла з 78 000 в 1938 році до 1 118 000 у 1945.